# برش‌دهنده (الکترونیک)

برش‌دهنده ولتاژ، ولتاژ را برای دستگاه محدودمی‌کند بدون این‌که بر بقیه شکل موج تأثیر بگذارد

در الکترونیک، برش‌دهنده مداری است که به منظور جلوگیری از عبور سیگنال از یک ولتاژ مرجعِ از پیش تعیین شده، طراحی شده‌است. یک برش‌دهنده قسمت باقی مانده از شکل موج اعمال شده را کج‌ومَعوَج نمی‌کند. از مدارهای برش‌دهنده برای استفاده از قسمت انتخابی به منظور انتقال، شکل‌موج سیگنال‌هایی که در بالا یا زیر سطح ولتاژ مرجع از پیش تعیین شده قرار دارند، استفاده می‌شود.
برش‌دهنده می‌تواند یا در یک سطح یا دو سطح انجام شود. یک مدار برش‌دهنده می‌تواند قسمت‌های خاصی از یک شکل موج دل‌خواه را در نزدیکی قله‌های مثبت یا منفی یا هر دو حذف کند. برش‌دهنده شکل شکل‌موج را تغییرداده و مولفه‌های طیفی آن را تغییرمی‌دهد.
یک مدار برش‌دهنده از عناصر خطی مانند: مقاومت‌ها و عناصر غیرخطی مانند: دیودها یا ترانزیستورها تشکیل شده‌است، اما حاوی عناصر ذخیره انرژی مانند خازن‌ها نیست.
مدارهای برش‌دهنده را بُرنده یا انتخاب‌گر دامنه نیز می‌نامند.

## انواع

### برش‌دهنده دیودی

مدار برش‌دهنده قله مثبت

برش‌دهنده دیودی ساده را می‌توان با یک دیود و یک مقاومت ایجاد کرد. با توجه به جهتی که دیود به آن وصل می‌شود، مثبت یا نیمه منفی شکل موج حذف می‌شود. برش‌دهنده‌ها با ولتاژ صفر مداری ساده‌اند (یا دقیق‌تر، در ولتاژ مستقیم کوچک از بایاس مستقیم دیود) اما، ولتاژ قطع می‌تواند با اضافه کردن ولتاژ مرجع به هر مقدار دل‌خواه تنظیم شود. نمودار یک ولتاژ مرجع مثبت را نشان می‌دهد، اما مرجع برای هر دو برش‌دهنده مثبت و منفی که چهار پیکربندی ممکن در همه دارند، می‌تواند مثبت یا منفی باشد.

### دیود زنر

مدار برش‌دهنده دو دیود موازی

در مدار مثال در سمت راست، از دو دیود زنر برای برش‌دهنده ولتاژ VIN استفاده می‌شود. ولتاژ از هر جهت محدود به ولتاژ شکست معکوس به‌علاوه‌ی اُفت ولتاژ مستقیم در دوسر یک دیود زنر است.